# 8706 Takeyama
8706 Takeyama è un asteroide della fascia principale. Scoperto nel 1994, presenta un'orbita caratterizzata da un semiasse maggiore pari a 2,8457690 UA e da un'eccentricità di 0,0885399, inclinata di 8,61264° rispetto all'eclittica.
L'asteroide è dedicato al fisico giapponese Haruo Takeyama, rettore dell'Università di Hiroshima dal 1977 al 1981 e fondatore della Società Astronomica di Hiroshima.